# Valérie Oka
Valérie Oka, née le 22 janvier 1967 à  Abidjan (Côte d'Ivoire) et morte le 8 avril 2023 à Assinie, est une artiste et designer ivoirienne. 

## Biographie
Né d'une mère française et d'un père ivoirien, Valérie Oka  part en France à l’âge de 8 ans. En 1990, elle est diplômée de l'École supérieure d'arts graphiques de Paris.
Elle travaille à Paris jusqu’en 1995 puis revient en Afrique en tant que designer, activité alors relativement nouvelle à Abidjan, consultante en communication et  professeur d'art contemporain à l'Institut national supérieur des arts et de l'action culturelle. Elle reçoit le prix de l'Union européenne à la Biennale de Dakar en 2000.  En 2003, elle  participe au Festival Boulev'art manifestation consacrée aux arts plastiques à Cotonou, au Bénin en 2003 et reçoit cette même année 2003 le grand prix de la Fondation Yehe, en Côte d'Ivoire. En 2006, elle participe à nouveau à la Biennale de Dakar, et se voit décerner cette année-là le prix du meilleur artiste contemporain de l'Union des journalistes culturels de Côte d'Ivoire. D’octobre 2007 à 2011, elle travaille pour le groupe Zuloga  sur un pôle culturel consacré à l’art africain implanté en Chine. Elle est ensuite de retour à Abidjan, pour y vivre et y travailler.
Elle meurt le 8 avril 2023 à Assinie en Côte d'Ivoire à l'âge de 56 ans.

## Créations
En dehors de son enseignement, le travail de Valérie Oka mêle différents médias dans ses créations : performances, installations, dessins, peintures, sculptures, mobilier, ..  Ses travaux s’intéressent aux fondements des relations humaines: l'intimité sexuelle et affective, le désir, la violence, et  la communication. Sa première exposition en 1990 à Londres a été suivie par d’autres à New York, Paris, Cologne, Pékin, Dakar, Abidjan... ainsi qu’à  Lagos,, ou Bruxelles.

## Expositions

### Body Talk
Body Talk est une exposition collective de 2015, réunissant six artistes, qui met en exergue la beauté du corps humain, illustré par plusieurs performances captées en vidéo. Valérie Oka l'organise à partir d’un thème provocateur : «Tu crois que parce que je suis noire je baise mieux ?». Elle y déploie notamment un mannequin noir dans une cage avec une balançoire et un phallus géant.